# Prima Divisione 1930 (pallacanestro maschile)
La Prima Divisione 1930 è stata la prima edizione del secondo livello del 10º campionato di pallacanestro maschile in Italia.
È stato vinto dall'Azienda Tranv. Municipale Milano nel girone finale contro Roma e Triestina.

## Girone finale

### Classifica
|  | Pos. | Squadra                          | Pt | G | V | P | PtF | PtS |
|  | ---- | -------------------------------- | -- | - | - | - | --- | --- |
|  | 1.   | Azienda Tranv. Municipale Milano | 4  | - | - | - | -   | -   |
|  | 2.   | Roma                             | 2  | - | - | - | -   | -   |
|  | 3.   | Triestina                        | 0  | - | - | - | -   | -   |

Regolamento:
Due punti a vittoria, zero a sconfitta.

## Verdetti
- ATM Milano campionessa di Prima Divisione.
- Nessuna delle squadre finaliste parteciperà alla Divisione Nazionale 1931.